# Centrum Kulturalne w Przemyślu
Centrum Kulturalne w Przemyślu (CK) – instytucja kultury województwa podkarpackiego, kontynuująca pracę Wojewódzkiego Domu Kultury. Pod obecną nazwą działa od 1991 r. Siedzibą instytucji jest zabytkowy budynek z 1914 r. przy ulicy Konarskiego 9 w Przemyślu, gdzie w okresie międzywojennym mieściło się Towarzystwo Gimnastyczne „Sokół”. Budynek
w latach 2007–2013 przeszedł kompleksową modernizację i odnowę ze środków Europejskiego Funduszu Regionalnego, w celu udoskonalenia prowadzonej działalności statutowej.

## Historia
Budynek siedziby Centrum Kulturalnego ma długą historię działalności społeczno-kulturalnej.
- 1920-1945 Do 1922 roku, budynek był siedzibą m.in. Towarzystwa YMCA, w międzywojniu swą działalność prowadziło tam Towarzystwo Gimnastyczne „Sokół”, a w czasie II wojny światowej zarówno w okresie władzy radzieckiej, jak i niemieckiej budynek przy ul. Konarskiego także funkcjonował jako placówka kulturalna.

- 1946-1963/64 W budynku mieściła się siedziba Powiatowego Domu Kultury Związków Zawodowych. Od 1954 r. instytucja ta nadzorowana była przez Powiatową Radę Narodową. Działania Domu Kultury miały wymiar kulturalno-oświatowy, ponadto udzielano porad instruktażowych i metodycznych.

- 1963/64-1975 Instytucja została przemianowana na Przemyski Dom Kultury, a jej organizatorem był Wydział Kultury Prezydium Miejskiej Rady Narodowej. PDK nie zmienił formuły swojego działania i kontynuował je w wymiarze środowiskowym i lokalnym.

- 1975-1991 Nastąpiło kolejne przemianowanie instytucji, będące skutkiem zmian w administracji państwowej. Od tej pory przy ul. Konarskiego działał Wojewódzki Dom Kultury, nadzorowany przez Wydział Kultury Urzędu Wojewódzkiego. Zadaniem instytucji w nowo powstałym województwie, było utworzenie jednolitego wzoru kultury, poprzez działania prowadzone w oparciu o działy, filie WDK i Gminne Ośrodki Kultury w terenie.

- 1991- Na mocy zarządzenia Wojewody Przemyskiego z 29 marca 1991 r., nazwa WDK została zamieniona na Centrum Kulturalne, które pod Zarządem Województwa Podkarpackiego działa nieprzerwanie w niezmienionej formie.

## Działalność
Jako wojewódzka instytucja kultury, Centrum prowadzi politykę kulturalną
w wymiarze środowiskowym, regionalnym, ogólnokrajowym i międzynarodowym,
a więc są to działania wielopłaszczyznowe. W wymiarze lokalnym do najważniejszych inicjatyw należy działalność zespołów artystycznych i klubów zainteresowań, jak Zespół Taneczny „Koralik”, Grupa Teatralna „Garderoba”, Przemyski Klub Szaradzistów „Przemek”, warsztaty plastyczne dla dzieci i dorosłych, czy Przemyski Klub Fajki. Centrum Kulturalne sprawuje też opiekę nad Dyskusyjnym Klubem Filmowym „Filmiarnia”. W wymiarze lokalnym ważną rolę pełni Kino „Centrum”, funkcjonujące
w nowej cyfrowej jakości od 15 grudnia, jako jedyne kino w Przemyślu. Ponadto Centrum Kulturalne prowadzi działalność wystawienniczą. Jednym z najważniejszych cyklicznych wydarzeń organizowanym przez CK w Przemyślu jest Przemyska Wiosna Teatralna (w latach 1989–2013 impreza cyklicznie odbywała się jesienią, pod nazwą Przemyska Jesień Teatralna).
W wymiarze regionalnym działania Centrum skupiają się na współpracy z wieloma jednostkami z regionu, zarówno z władzami samorządowymi, jak i z instytucjami ukierunkowanymi na działalność kulturalną. Współdziałanie to owocuje organizacją wydarzeń kulturalnych, głównie o charakterze folklorystycznym. Należą do nich między innymi Regionalny Przegląd Grup Śpiewaczych „Kolędy i Pastorałki”, Regionalny Przegląd Grup Obrzędowych „Wątki Folkloru Ludowego”, „Spotkania Biesiadne” – Regionalny Przegląd Piosenki Biesiadnej i Gawędy, czy Międzywojewódzki Przegląd Dziecięcych Zespołów Tańca Ludowego „Taneczny Krąg”. Ponadto CK cyklicznie organizuje wydarzenia promujące ludowe rękodzieło i tradycje jego wykonywania, jak „Kwietna niedziela” – Jarmark Rękodzieła Ludowego, czy Jarmark Sztuki Ludowej „Pruchnickie Sochaczki”. Wydarzeniem, które ma na celu ukazanie dorobku kulturalnego gmin powiatu przemyskiego jest Festiwal Ziemi Przemyskiej. Do najważniejszych wydarzeń odnoszących się do innych dziedzin kultury, jak poezja, taniec, muzyka i teatr, należą m.in. „Doroczne Spotkania Poetów”, Przegląd Piosenki „Śpiewaj razem z nami”, Konfrontacje Dziecięcych i Młodzieżowych Zespołów Tanecznych „Tańcowały dwa Michały”
i Konfrontacje Zespołów Teatralnych Małych Form „Antrakt”.
Przedsięwzięcia organizowane przez CK o zasięgu ogólnopolskim, charakteryzują się zarówno wieloletnią tradycją organizacji, jak i niesłabnącym zainteresowaniem. Należą do nich Ogólnopolska Biesiada Teatralna w Horyńcu-Zdroju – Konfrontacje Zespołów Teatralnych Małych Form, Ogólnopolski Festiwal Kapel Folkloru Miejskiego
im. Jerzego Janickiego, będący najstarszą tego typu imprezą w Polsce, czy Ogólnopolski Turniej Satyry „O Złotą Szpilę” im. Ignacego Krasickiego.
Wydarzeniami kulturalnymi o zasięgu ponadkrajowym są Międzynarodowy Festiwal Jazzowy „Jazz bez...” – Mikołajki Jazzowe, odbywający się jednocześnie w wielu miastach zarówno w Polsce, jak i na Ukrainie, Karpackie Biennale Grafiki Dzieci
i Młodzieży „Karpacki Dom” oraz Międzynarodowy Festiwal Muzyki Akordeonowej. Centrum organizuje również wyjazdy z cyklu „Spotkania z Operą”, do Opery Lwowskiej.

## Ciekawostki
Od 2009 r. CK wraz z Przemyskim Stowarzyszeniem Rekonstrukcji Historycznej „X D.O.K.” jest organizatorem monumentalnych widowisk historyczno-teatralnych o charakterze rekonstrukcyjnym:
- 2009 r. „A mury runą...” – inscenizacja ukazująca losy Polski w okresie 1946-1989
- 2010 r. „Na nieludzką ziemię...” – widowisko teatralno-historyczne w 70. rocznicę wywózki Polaków na Sybir
- na lipiec 2014 zaplanowana jest wielka rekonstrukcja historyczna „Odbicie Twierdzy Przemyśl”, powiązana z setną rocznicą wybuchu I wojny światowej